# Sasser-Pass
Der Sasser-Pass, auch Saser Pass oder Saser La genannt, mit 5411 m über Meereshöhe ist ein Hochgebirgspass in Indien, im südöstlichen Teil der Karakorum-Hauptkette. 
Er gilt als Grenze zwischen dem Saser Muztagh, der südlichsten Unterkette des Karakorum, und dem Rimo Muztagh im Norden. Der Pass führt vom Nubra-Tals auf der Westseite ins obere Shyok-Tal auf der Ostseite des Gebirges. Der Pass liegt auf der alten Karawanenroute, die im Sommer von Ladakh nach Yarkant ins Tarim-Becken führte und weiter im Osten noch den höheren, aber leichter zu besteigenden Karakorumpass überschreitet.

“This was the notorious Sasser, not the highest but probably the most impressive and dangerous of the passes along the caravan route between Ladakh and Yarkand.”

„Das war der berüchtigte Sasser, nicht der höchste, aber sicherlich der beeindruckendste und gefährlichste Pass entlang der Lastenträger-Route zwischen Ladakh und Yarkant.“

Der Sasser-Pass konnte früher auch im Sommer nicht umgangen werden. Um ihn zu begehen, wurden Tragetiere wie Maultiere oder Ponys benötigt, da er für die zweihöckrigen Kamele, die vom Norden aus China Lasten an den Pass transportierten, zu eisig war. Der Sasser-Pass liegt im Süden des Siachengletschers, an dem der Siachen-Konflikt zwischen Indien und Pakistan von 1984 bis 2003 bewaffnet ausgetragen wurde. Strittig ist in dieser Grenzregion der Verlauf der Grenze auf dem Gletscher, obwohl dieser 1972 im Shimla-Abkommen festgelegt wurde.